# 武蔵高等学校 (旧制)
| 武蔵高等学校 | 武蔵高等学校                |
| ------------ | --------------------------- |
| 創立         | 1921年（設立認可）          |
| 所在地       | 東京府北豊島郡中新井村      |
| 初代校長     | 一木喜徳郎                  |
| 廃止         | 1950年                      |
| 後身校       | 武蔵大学 武蔵高等学校中学校 |
| 同窓会       | 武蔵高等学校同窓会          |

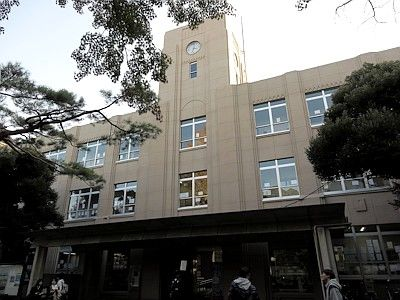
旧：武蔵高等学校校舎 / 現存する旧制高校時代の建造物の一つ。

旧制武蔵高等学校（きゅうせいむさしこうとうがっこう）は、1921年（大正10年）12月、東京府北豊島郡中新井村（現：東京都練馬区豊玉上）に設立された私立の旧制7年制高等学校。略称は「武高」。

## 概要
- 財界人の根津嘉一郎によって作られた根津育英会を設置者（経営母体）に、改正高等学校令により設立された。私立の旧制高等学校としては日本で最初のものである。
- 旧制中学校に相当する修業年限4年の尋常科、大学予科相当の文科・理科からなる3年の高等科が設置された7年制旧制高等学校である。生徒の出身は東京が多かった[1]。
- 既存の高等学校との差別化を図るため、開校時は学生帽に白線を付けなかった。しかし、高等科で白線を付けたいとの要望があり、1946年に服装規程が廃止されて2条の白線が見られるようになった[2]。
- 寄宿舎として尋常科の慎独寮、高等科の双桂寮・愛日寮が設置された。
- 現在の武蔵大学と武蔵高等学校中学校の構成母体となった。

## 沿革

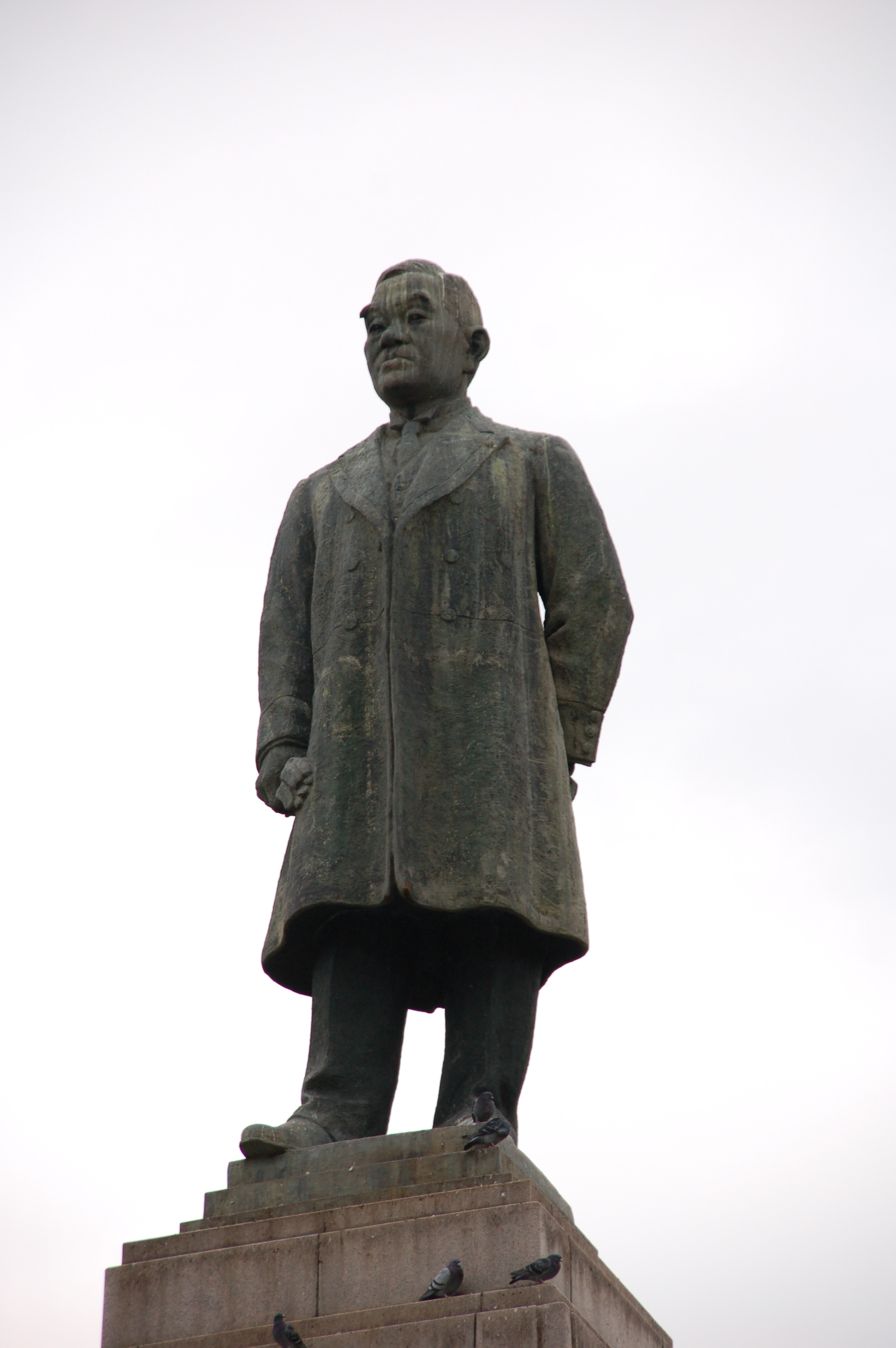
創立者・根津嘉一郎（初代）の銅像

### 設立の背景
旧制武蔵高等学校の設立に際し重要な背景となったのは、大正期の日本で進められた高等教育の学制改革である。1917年、政府の諮問機関として設置された臨時教育会議により、官立（国立）のみならず公立・私立の高等学校（旧制）の設立を認める方針が確認され、さらに1918年の改正高等学校令によって、従来修業年限3年であった（高等科＝大学予科のみの）高等学校に加え、旧制中学校に相当する尋常科4年を加えた修業年限7年の高等学校の設立が認められた。そして第一次世界大戦後、原内閣の中橋徳五郎文相の下、これらの方針に基づく高等教育拡充計画が進められていた。
こうした状況と並行し、東武鉄道社長で甲州財閥総帥として知られる実業家の（初代）根津嘉一郎は、育英事業に私財を投じる決意を固め、親交のあった宮島清次郎（のち第4代根津育英会理事長）・正田貞一郎（同じく同会理事）にこの計画を相談した。さらに彼は、フランスのリセやドイツのギムナジウムのような「社会の中核となる人材を育てる」ことを眼目とする学校の創設を構想していた本間則忠（大分県参事官）の助言を受け、また、臨時教育会議総裁であった平田東助からは、同会議内の改革促進派と目されていた一木喜徳郎・岡田良平・山川健次郎・北条時敬の4名を根津の顧問役として推薦された。かくして根津・本間・平田および4人の顧問たちとの間で、事業の中核として設立されるべき学校の構想について協議が重ねられ、その結果、1919年末には「優秀ナル小學校卆業者ヲ入學セシメ、之ニ理想的ノ教育ヲ施シ完全ナル育成ヲ期スルヲ目的ト為スガ故ニ、出來ウル限リ長期ニ亙リテ在學セシムルヲ必要トスル」（一木）という観点から「7年制高等学校の創立」が決定され、1921年5月にこの構想が公表された。同年9月には学校の経営母体として財団法人根津育英会（現：学校法人根津育英会武蔵学園）の設立が認可された。

### 設立と発展
根津育英会は学校設立当初、文部省に「東京高等学校」の名称で設立申請をした。学校の設立認可は1921年12月に下りたがその過程で、文部省から同名の官立7年制高等学校の設立（同年11月）が予定されているため「東京」の名を譲って欲しい旨の申し入れがあり、検討の結果所在地の旧国名を冠した「武蔵高等学校」とした。この際、「武蔵」の校名には、単に旧国名のみならず、「古事記」、「日本書紀」等のいわれによるものでもあり、当時の記録によれば、新たな校名に「戢武（しゅうぶ・武を収める）崇文」（武をおさめ文を崇ぶ）という平和主義を託した創立時の人々の思いが反映されている。武蔵高校は、日本における私立・7年制の旧制高等学校の先駆けであり、武蔵高校の設立を皮切りに甲南（1923年）、成蹊・成城（1925年）という私立高等学校（いずれも7年制）の設立が続き、また1923年以降、富山・浪速・（東京）府立と、公立の7年制高等学校も続々と設立された。翌1922年1月に制定された校章は、雉が「武高」の2文字を抱くデザインになっており、新制後身校である武蔵高等学校・中学校に継承されている。
1922年4月17日、尋常科79名の入学をもって開校した武蔵高校は、尋常科からの7年間一貫教育を標榜したため、開校後順次学年が増え、4年後の1926年4月に尋常科修了生の進学をもって文科・理科よりなる高等科が設置され、高等科3年への進級により7学年が揃って完成するという方式をとった。その後も高等科からの入学は若干名の補欠入学者に限定されていた。また各40名2クラスの少数精鋭主義をとった。教員についても、特に尋常科・高等科の教員を区別しておらず、生徒に対し早い時期から高度な知的刺激を与えるような教育が志向された。また、リベラル派の内務官僚として知られていた初代校長・一木喜徳郎は語学教育を重視しており、彼が第一回入学式での式辞中、建学の理想として述べた「三理想」（三大理想）は、その後の修正を経て「東西文化融合のわが民族使命を遂行し得べき人物を造ること」「世界に雄飛するにたへる人物を造ること」「自ら調べ自ら考へる力を養ふこと」となり、以降長く武高の教育理念として引き継がれた。
しかし実際に武高の教育方針策定に関わっていたのは、公職を兼任する一木校長が校務を一任していた初代教頭の山本良吉である。山本は一木に続く山川健次郎校長時代にも教頭を務め、さらに山川退任後の第三代校長に昇任するに至り、その間、武高の実務全般を取り仕切ってその基礎固めに尽力した。彼の下で英語の少人数教育をはじめとするスパルタ式教育が進められ、この結果、初年度入学者79名の多くが厳しい学課に耐えられず中途で脱落することとなり、7年後の1929年3月の第一回卒業生は38名に過ぎなかった。しかしこのような教育により生徒の学力水準は高く保たれ、東京帝大への入学率（進学率）が一高を上回ることもあった。また夏期の校外学習として、1922年より「山上学校」、1924年から「海浜学校」がそれぞれ戦時期の中断に至るまで毎年行われた。

### 新制への移行

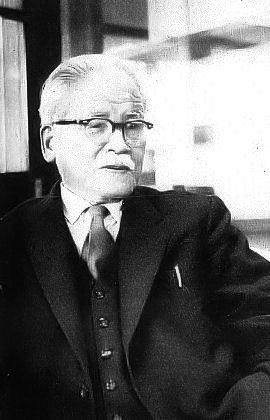
安倍能成 / 戦後、旧制武蔵高校顧問として宮本和吉校長・天野貞祐らと共に、武高を含む「東京連合大学」構想を提案した。

第二次世界大戦後の混乱の中、米軍を中心とする連合国軍の占領下で学制改革の方針において旧制高等学校の存続が危うくなっていることが判明すると、1946年第5代校長に就任した宮本和吉は、根津育英会顧問となった天野貞祐（旧制一高校長）・安倍能成（学習院院長）・和辻哲郎らと共に、1948年、東京連合大学を共立する構想を明らかにした。これは、同じ私立旧制高等学校であった成蹊・成城・学習院と共に4校で緩やかなカレッジ連合を形成するというものであったが、4校の間で調整が進まず、結局実現はみなかった。
「連合大学」構想が挫折した結果、武高は単独で新制学校に移行することを強いられることとなり、教授会は、成蹊・成城と同様に「新制中学・高校・大学に移行し、大学に文理学部を設置する」という案を出したが、宮島清次郎を中心とする理事会は新制大学設立に反対、あるいは消極的態度をとり、「新制高校・中学への移行」を主張した。議論は二転三転し、結局、父兄会の支持もあって「新制大学・高校・中学への移行」を追求することとなったが、この際、教授会は理事会の意向を考慮して、大学については文理学部ではなく経済学部の設立を目指すこととなり、1949年4月には経済学部経済学科のみからなる新制武蔵大学が発足した。そして翌1950年3月、22期生の卒業式をもって、旧制武蔵高校は開校以来28年にわたって2000名余の生徒を送り出した歴史に終止符を打った。
新制移行後、先述のような事情もあって、旧制武蔵高校の教員の多くは、他の旧制高校のように新制大学ではなく、新制の武蔵中学校・高等学校で教鞭を執ることとなった。また同窓会も新制武蔵高校に継承されたため、旧制武蔵高校を継承する機関は、一般には武蔵大学ではなく新制の武蔵高等学校（および中学校）であるとみなされている。その後も高校・中学に籍を置く教員と大学に席を置く教員が相互に出講するなど両校の教学面での交流が続き、事務・財政・施設が渾然一体となるなど、制度上は別組織になっていたものの、大学と高校・中学との密接な関係が続いたが、1959年、武蔵大学に経営学科が新設された前後から、大学は次第に自立化の傾向を見せるようになった。。旧制武高の理念として掲げられた「三理念」は新制の武蔵大学・高校・中学校に継承され、また、戦時期中断していた山上学校・海浜学校も戦後は武蔵高等学校・中学校において再開され、現在も重要な行事として続けられるなど旧制高校以来の教育が引き継がれている（また旧制武高が開校した日付である4月17日は、新制武蔵高・中の創立記念日とされている）。さらに、頓挫したものの戦後の連合大学構想によって連携関係が生じた成城・成蹊・学習院の3大学との間で、1950年以来、「四大学運動競技大会」が開催されるようになり、現在に至っている。

### 年表
- 1921年

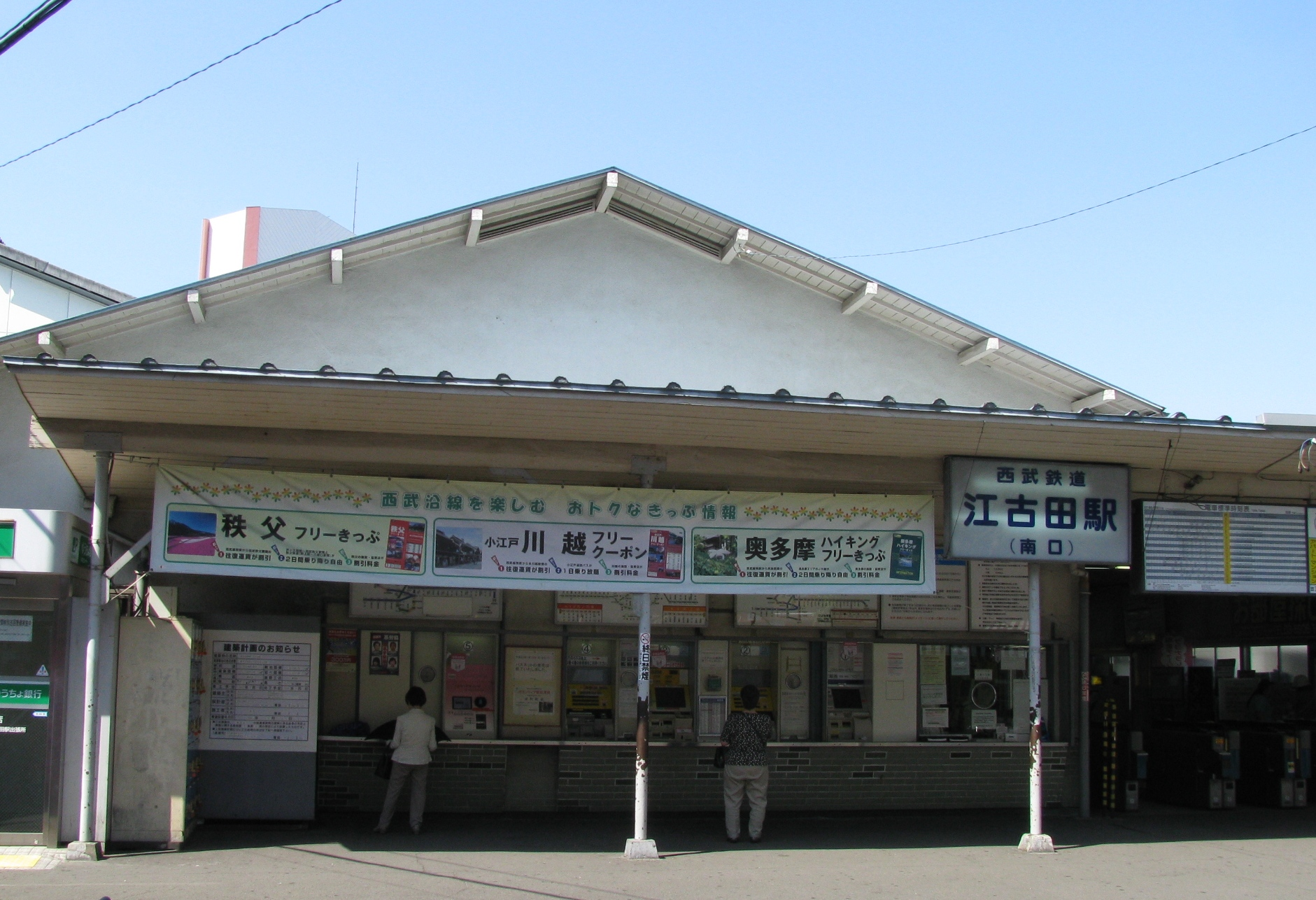
開校後、最寄り駅として開業された西武鉄道池袋線江古田駅（南口）のかつての姿（2008年5月）

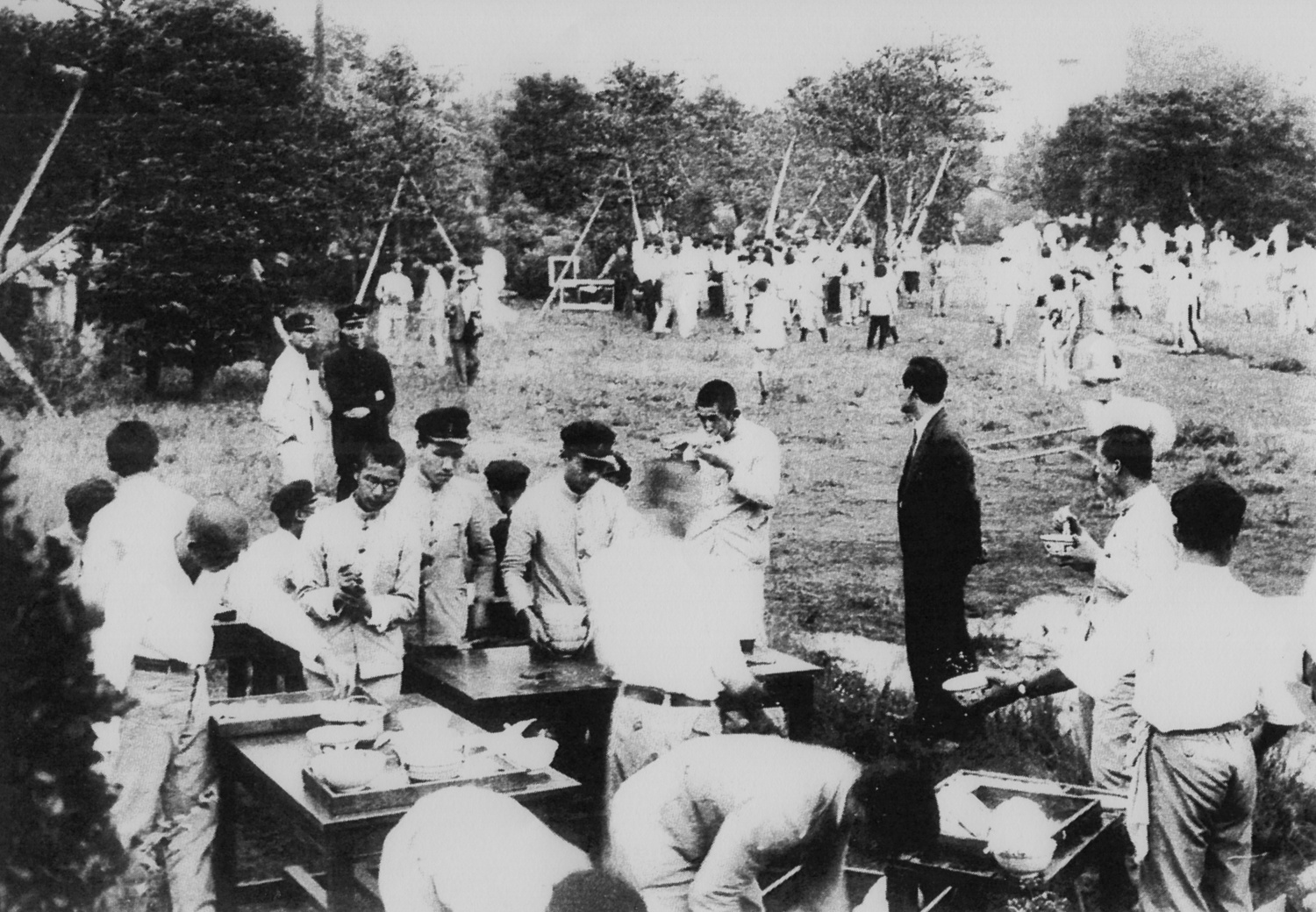
旧制武蔵高校の園遊会

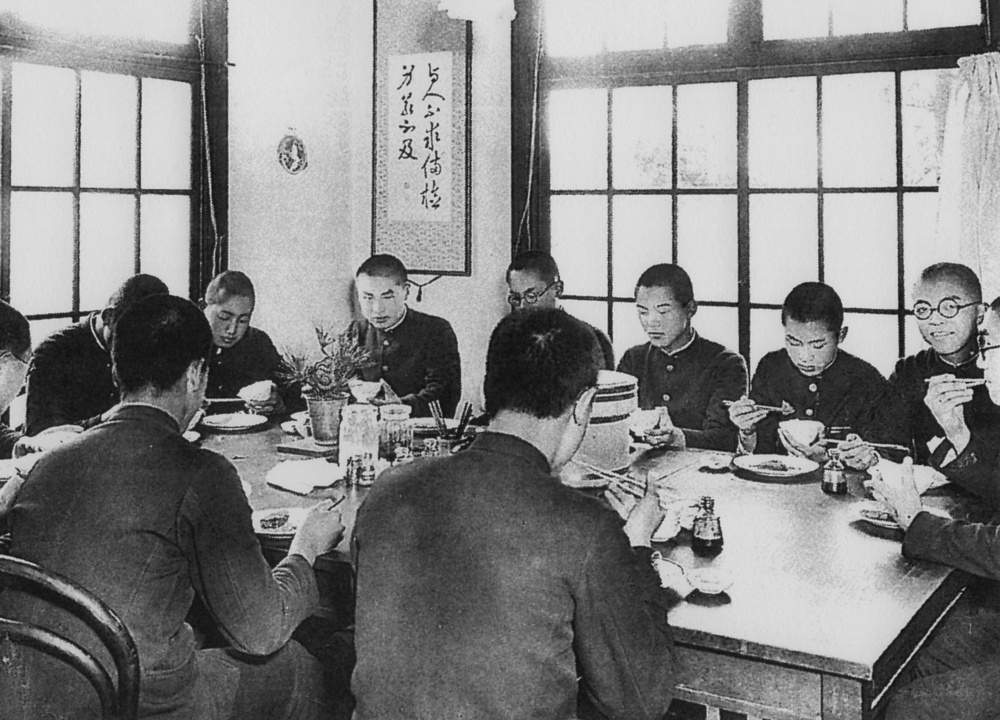
愛日寮の昼食（1935年）

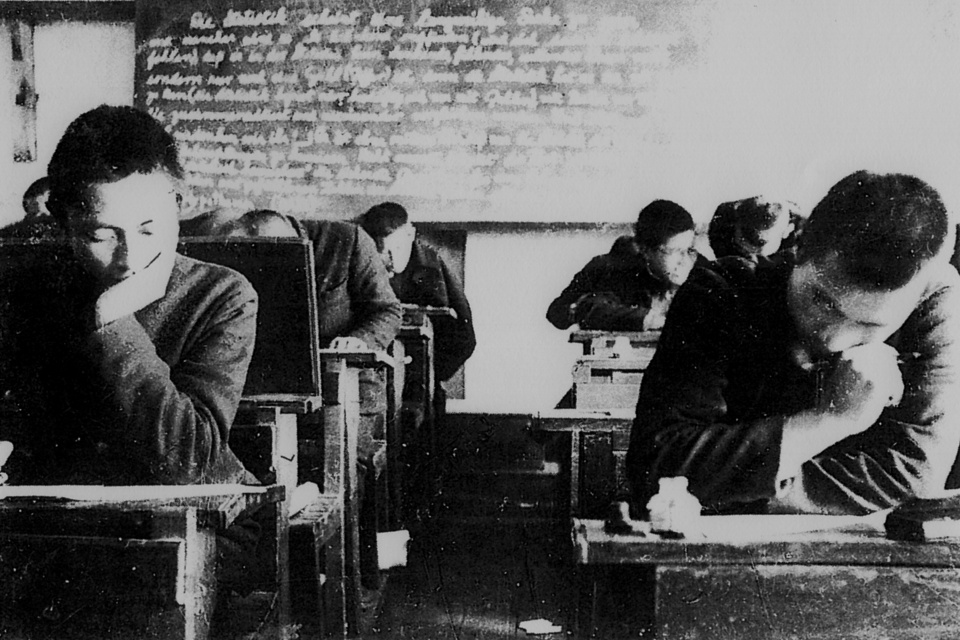
試験風景（1935年）

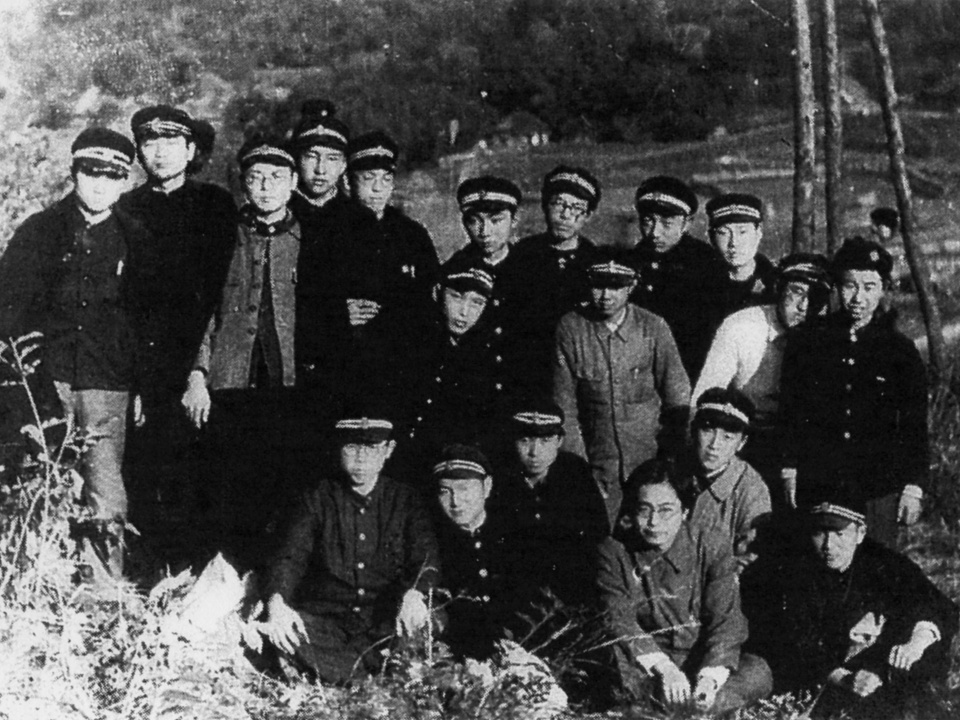
白線帽姿の武蔵高生（1946年秋の遠足）

  - 9月：根津嘉一郎を理事長とする財団法人根津育英会の設立。旧制高等学校の設立を文部省に申請。
  - 12月：武蔵高等学校設立認可（学校としての設立）。
- 1922年
  - 1月：校章制定。
  - 2月：第一回入学試験実施。
  - 4月17日：開校および第一回入学式。尋常科1年79名が入学。初代校長に一木喜徳郎、教頭に山本良吉が就任。
  - 7月：最初の校外学習「夏期山上学校」が行われる。
  - 11月：武蔵野鉄道の最寄り駅として「武蔵高等学校用仮停留所」が開設された。
    - 現在の西武鉄道池袋線江古田駅。ただし開設当初は現在の位置よりもやや西に所在した（江古田駅#歴史参照）。
- 1924年
  - 7月：夏期海浜学校が始まる。
  - 10月：生徒外遊基金団成立。
  - 12月：校友会発足。
- 1926年
  - 3月：第一回尋常科修了式。
  - 4月：高等科開校。
- 1927年
  - 7月：生徒外遊基金による第一回外遊の出発。
  - 生徒による気象観測が始まる。
    - 校内の気象観測所は1940年代以降中央気象台が使用、その後気象庁練馬観測所となり現在に至っている。
- 1928年
  - 4月：開校式挙行。長崎太郎教授作詞・田中規矩士教授作曲の校歌「武蔵讃歌（青空わたる）」制定[19]。
  - 『武蔵高等学校六年史』刊行。
- 1929年
  - 3月：第一期予餞会（卒業式）。
  - 4月：父兄会発足。
- 1931年10月：同窓会発足。
- 1932年
  - 4月：開校十周年記念式挙行。
  - 『武蔵高等学校十年史』刊行。
- 1933年：籠球部がインターハイで優勝。
- 1936年6月：根津化学研究所が設置。初代所長は玉蟲文一教授。
- 1937年：蹴球部がインターハイで優勝。
- 1940年：剣道部・弓道部がインターハイで優勝。
- 1941年
  - 1月：校友会を報国団と改称。
  - 4月：開校二十周年記念式挙行。『武蔵高等学校二十年史』刊行。
  - 8月：高等科生徒の勤労動員が始まる。
- 1943年
  - 4月：元校長の山川（健次郎）・山本を記念し山川賞・山本賞を制定。
    - それぞれ生徒の理科・文科の研究に対する賞であった。
- 1944年
  - 4月：校旗制定。
  - 5月：生徒勤労動員壮行会。以降学徒農村動員作業、学徒勤労動員が本格化。
  - 8月：校舎3階を防衛司令部に徴発される。
- 1945年
  - 修業年限が1年短縮。
  - 2月：校舎2階の一部を東京第二兵器廠へ貸与する。
  - 4月：米軍の空襲により校地東側の木造施設等約800坪を焼失する（後掲）。
  - 7月〜8月：尋常科1年は勤労動員を兼ねて栃木県那須に集団疎開する。
  - 9月：授業再開。
- 1947年2月：学制改革実施に伴い尋常科の存続が不透明となったため、同科の生徒募集を中止。
- 1948年
  - 9月：新制武蔵高等学校発足。尋常科の3・4年修了者が新制に移行。
  - 宮本和吉校長や安倍能成ら根津育英会顧問により、武高を含む4校で東京連合大学を共立する構想が出されるも、頓挫。
- 1949年4月：新制武蔵中学校および新制武蔵大学（経済学部経済学科）発足。
- 1950年3月：22期生卒業式。旧制武蔵高等学校廃止。

## 歴代校長・教頭

### 校長
- 初代：一木喜徳郎（1922年4月〜1926年3月）
  - 宮内大臣就任により辞任。
- 2代：山川健次郎（1925年4月〜1931年6月）
  - 1931年6月〜1935年11月：山本良吉が事務取扱。
- 3代：山本良吉（1935年11月〜1942年7月）
  - 在任中死去。
  - 1942年7月〜8月：山川黙が事務取扱。
- 4代：山川黙（1942年8月〜1946年2月）
- 5代：宮本和吉（1946年2月〜1950年3月）
  - 新制武蔵中学校・高等学校の初代校長および武蔵大学初代学長を兼任。

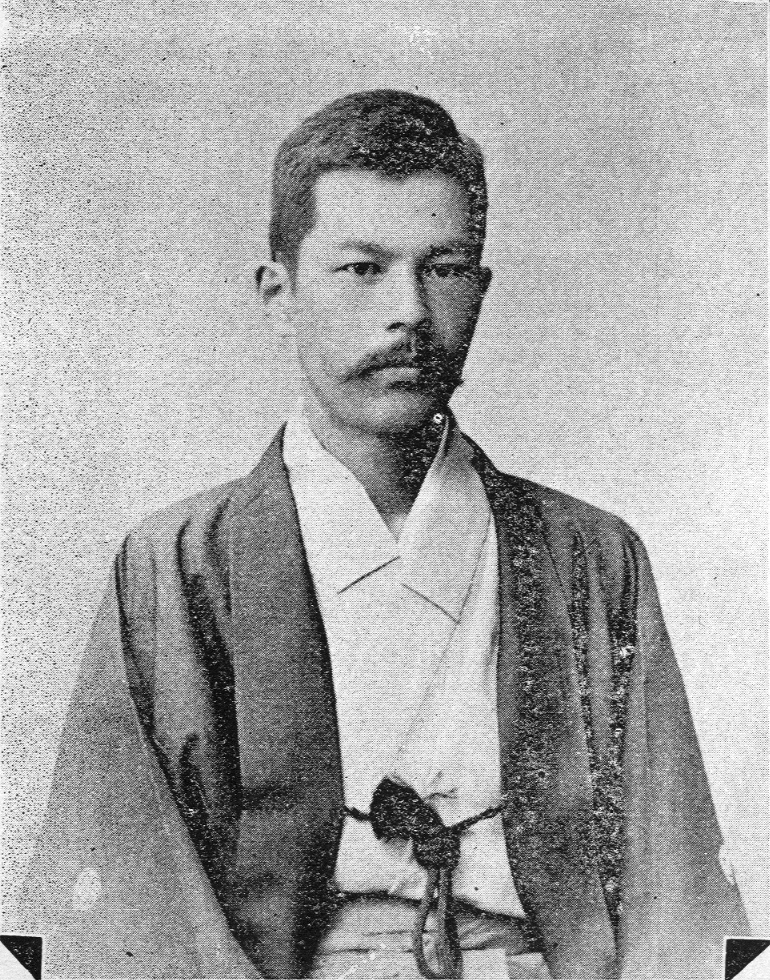
初代校長・一木喜徳郎
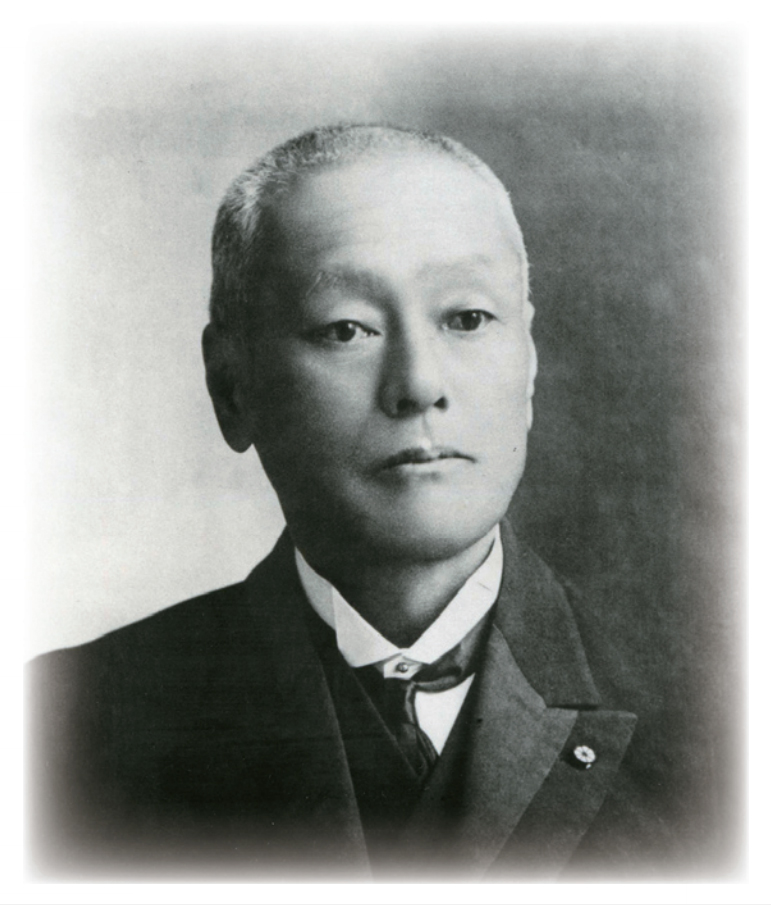
第2代校長・山川健次郎

### 教頭
- 初代：山本良吉（1922年4月〜1935年3月）
  - 山本の校長在任中、教頭は空席であった。
- 2代：玉蟲文一（1942年8月〜1949年3月）

## 校地とその継承

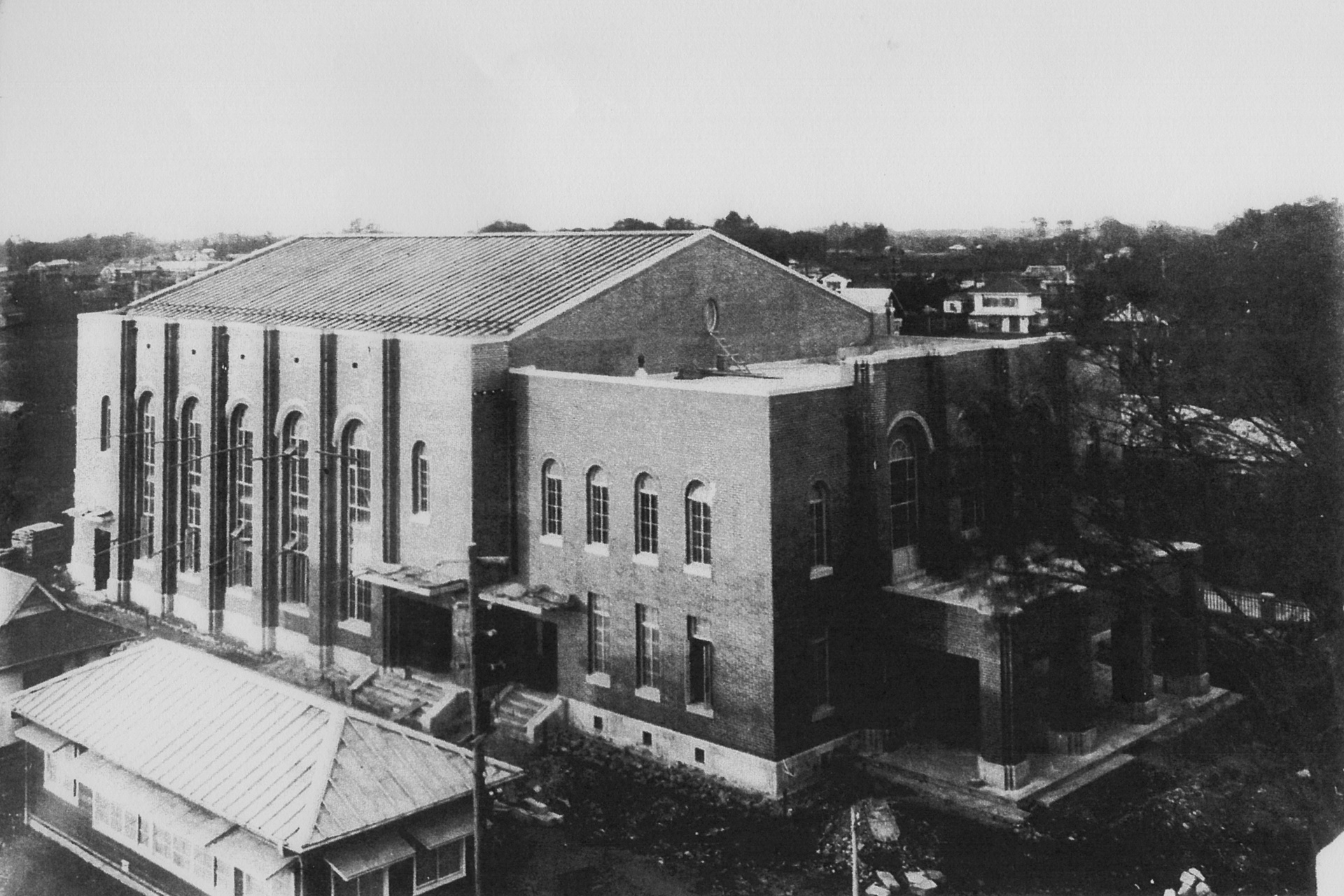
旧制武蔵高校講堂（1928年）

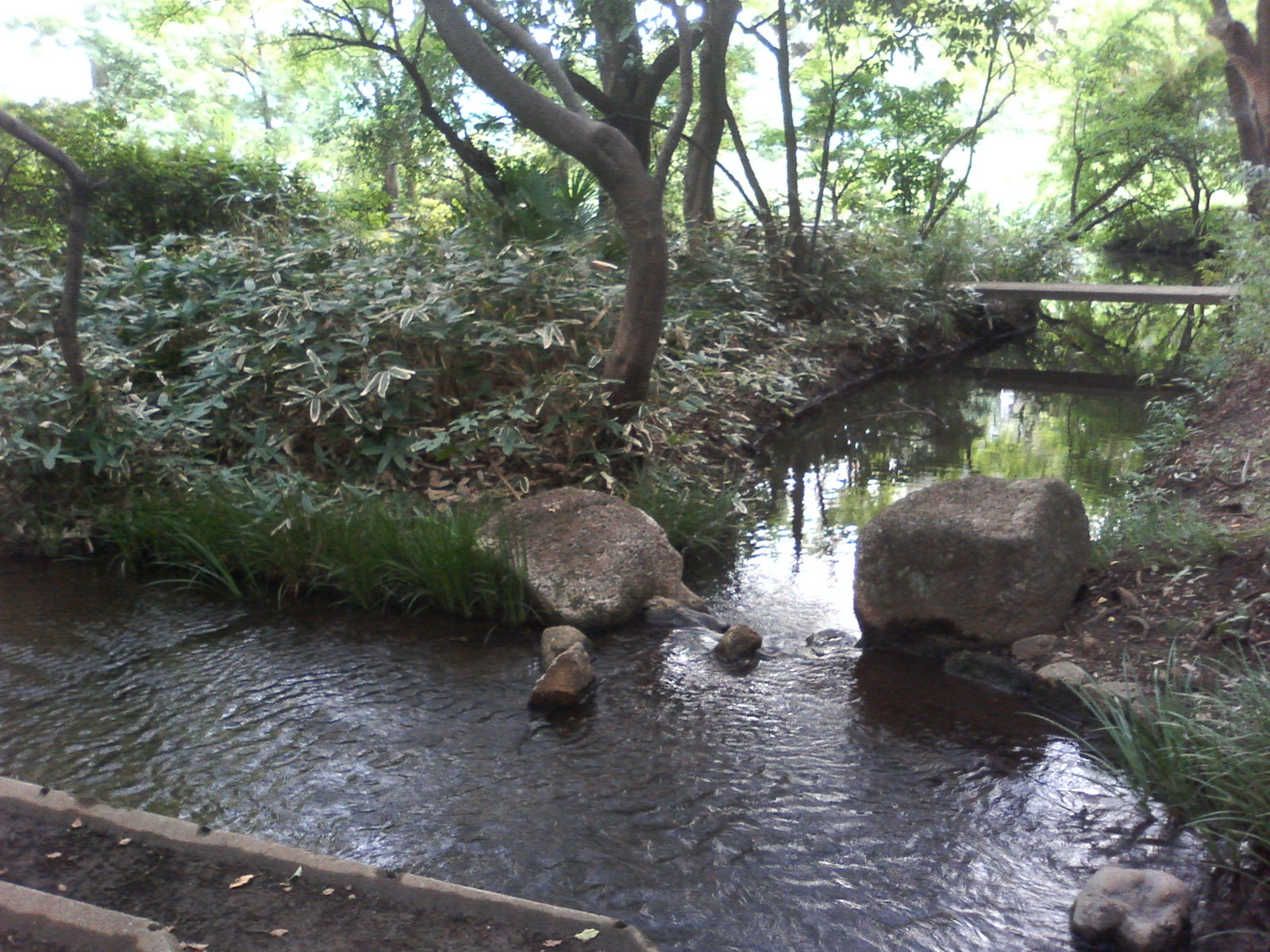
旧制武蔵高校の開校以前から江古田校地を横断して流れている「濯川」（すすぎがわ）

設立時の校地は東京府北豊島郡中新井村大字中新井字北新井（現：東京都練馬区豊玉上1-26-1）に所在し、根津育英会によって購入されたものである（江古田校地）。敷地内には江戸時代から流れる千川上水から分流し中新井川に合流する中新井分水が流れていた。この校地は廃止まで存続した。
1922年の開校時に本校舎はまだ建設されておらず、同年、尋常科寄宿舎「慎独寮」が開設され、翌1923年に本館（本校舎 / 1925年増築）、1925年4月に運動場が一応の完成を見た。ついで1927年5月には高等科寄宿舎の双桂・愛日の2寮、同年6月から10月にかけて剣道場・化学教育棟・生徒集会所、翌1928年4月の開校式までに講堂（佐藤功一の設計による）・屋内運動場が竣工・落成するなど、次第に施設が整備された。その後も1928年12月に弓道場、1931年9月に父兄会の寄贈によるプールが竣工・落成した。
校外施設としては、1928年7月、千葉県興津町字鵜原に「夏期海浜学校」のための施設として「鵜原寮」、1937年7月には「山上学校」のための施設として長野県軽井沢町矢ヶ崎に「青山寮」が落成した。1940年4月には皇紀2600年記念による「学校山林」が埼玉県毛呂山町に造営された。
第二次世界大戦中の戦災被害としては、1945年4月13日空襲により、慎独寮・錬心館・弓道場・木工金工室・不退堂など校地東側の木造施設等約800坪を焼失している。現在、跡地には「慎独寮・積翠園記念標」「錬心館跡の碑」がそれぞれ設置されている。
新制移行後、武高校地は武蔵大学・武蔵高等学校・中学校の江古田キャンパス・校地として継承されており、本館（本校舎）・講堂は、現在もそれぞれ武蔵大学3号館および大講堂として使用されている。また石造の正門門柱も旧制武高以来のもので1920年代の建設である。戦災を免れた高等科寄宿舎の双桂寮・愛日寮は新制武蔵中学校・高等学校の寮として使用されたが、1968年閉鎖され解体、1970年、2寮の跡地に同校の体育館・プールが建設された。校外施設である鵜原寮・青山寮もまた戦後の中学校・高等学校で復活した海浜学校・山上学校のための施設として引き継がれ、長期間使用されたが、青山寮は1980年4月、赤城山大沼湖畔の赤城青山寮の落成をもって廃止され、鵜原寮は1988年6月に改築された。
なお、校地を横断して流れる中新井分水は、開校後、運動場の整備に際して拡幅され、7つの橋が架けられた。1925年、川は屈原「漁夫辞」に因んで「濯川」（すすぎがわ）と命名され、さらに1932年、創立10周年を記念して7橋に命名がなされ（玉の橋・欅橋・一の橋・入橋・出橋・十年橋・佐の橋）、各橋の近くに石碑が建立された。新制移行後の1970年代には千川上水との連絡が絶たれたことから水がよどみ汚染が進んだが、1986年に完成した蘇生工事により水の流れが復活し、現在に至っている。

## 校史トピックス

### 創立者・根津嘉一郎と武蔵高校
根津嘉一郎は根津育英会の初代理事長として設立後も学校経営に関わり続けた。1922年の第一回入学式での式辞で最初の尋常科生徒に対し、将来への期待と勉学の心構えについて語っている。また、開校後ほどない同年11月、通学生の最寄り駅として、現在の西武鉄道池袋線の前身である武蔵野鉄道の停留場（現：江古田駅）が早々と開設されたのは、根津が武蔵野鉄道の株主であったことと関わりがあったといわれる。彼はその後も武高に対して私財を投じて財政的支援を続け、1937年7月落成の青山寮の建設に際しては軽井沢の私有地を提供した。
1936年、根津の喜寿祝賀行事が学校によって計画されると、根津はこれを固辞したが、父兄会・同窓会が企画した研究所の設立についてはこれを受け入れ、同年6月、根津の名を冠した研究所（根津化学研究所）が寄贈されると、根津は直ちにこれを武蔵高校に移管し、さらに運営費用を供出した（後出）。その3年余りのちの1940年1月、根津が外遊中に罹患した感冒が悪化して肺炎で急死すると、同月、築地本願寺で学校葬が執り行われた。
教育事業に対する根津の関与は武高に止まらず、1924年設立の山梨高等工業学校（山梨大学工学部の前身校）、同じく（県立）山梨女子師範学校（同・教育人間科学部）および併設の県立山梨高等女学校（山梨県立山梨高等学校）など、山梨県での学校に対しても敷地あるいは校地購入資金を寄付している。
根津を記念する校内の施設としては、1936年、3月の卒業式に際して除幕され、講堂（現：大講堂）玄関に設置された大理石の「創立者根津翁寿像」や、同年、濯川の出橋・入橋付近に設けられた喜寿島、さらに死後、2012年の武蔵学園創立90年記念事業の一環として造営され、大講堂正面玄関左側に設置された「第一回入学式における根津嘉一郎理事長祝辞記念碑」などがある。

### 初代教頭・山本良吉
山本良吉（1871年10月10日〜1942年7月12日）は金沢の出身で号は晁水である。第四高等中学校（のちの旧制四高）で北条時敬教授に師事し、西田幾多郎・鈴木大拙らと交友関係を結んだ。予科卒業ののち、東京帝国大学文科大学（現：東京大学大学院人文社会系研究科・文学部）哲学科の選科を修了した。京都府尋常中学・静岡県尋常中学の教諭を経て1900年には京都府立二中教諭、ついで教頭。1908年には京都帝大学生監、翌1909年からは旧制三高教授を兼任した。その後1918年恩師である北条時敬に招聘され学習院教授。
1922年、武蔵高等学校開校に際して教授兼教頭に任じられ、一木喜徳郎校長から校務の全権を委任された。同年、一木が第1回入学式の式辞として述べた「三理想」は山本の発案によるものであり、一木との協議のうえ式辞に採用され、山本のもとで武高の教育理念となった。「武蔵高校は日本のイートン、オクスフォード、ケンブリッジたらねばならぬ」という強固な信念を持っていた山本は、独特の厳格なスパルタ的教育理念に基づき、第2代の山川健次郎校長の下で教頭に留任、ついで第3代校長に任じられ、開校以来約20年にわたって武高教育の確立に努めた。1942年、校長在任中に死去。創立者である初代理事長の根津と並び、教育者として旧制武蔵高校を代表する人物である。著書も多く『中等教養』『国民の教養』など27点に上る。

### 根津化学研究所
根津化学研究所は、1936年6月15日、創立者である根津嘉一郎の喜寿の祝賀行事の一環として父兄会・同窓会から謝恩として寄贈され、武蔵高校の付属施設として校内に設置されたものである。この際、根津は運営費として20,000円を寄付し、初代所長には玉蟲文一教授（化学）が就任した。
戦前の学制で旧制高校において特定領域の附属研究所を設置した例はほとんどなく、この研究所は数少ない例外の一つであり、第二次世界大戦中から戦後初期にかけて、玉蟲所長を中心にコロイド化学を中心とした物理化学の基礎研究が行われた。戦後、玉蟲が一高に転じ、学制改革により新制に移行すると所長は武蔵大学学長・武蔵学園長が兼任するようになり、同大学や武蔵高等学校・中学校の化学担当教員が所員を兼担し、現在に至っている。また玉蟲の研究室は当時の実験器具・蔵書とともに歴史的遺産として保存されている。

## アーカイブス
旧制武蔵高等学校の資料は、経営母体であった財団法人根津育英会を継承する学校法人根津育英会武蔵学園のアーカイブス「武蔵学園記念室」によって収集・整理・保管が進められ展示・公開が行われている。